# Kerrie Keane
Kerri Keane (7 september 1948) is een Canadees actrice. 

## Biografie
Keane werd geboren in Canada, en studeerde in 1970 af aan de McMaster-universiteit in Hamilton (Ontario), Canada met als hoofdvak geschiedenis.
Keane heeft in diverse bekende films en series gespeeld, zoals Perry Mason, Star Trek, Jake and the Fatman, Matlock, Beverly Hills, 90210, Murder, She Wrote, Walker, Texas Ranger, ER, The X-files, Shark en vele meer. 
Keane werd in 1989 genomineerd voor de Genie Award voor het beste optreden als actrice in een hoofdrol in de film Hitting Home.

## Filmografie

### Films
Uitgezonderd korte films.
- 1981 Incubus – als Laura Kincaid
- 1982 Shocktrauma – als Jill Jackson
- 1984 Flight 90: Disaster on the Potomac – als Carole Biggs
- 1985 Dirty Work – als Nadine Leevanhoek
- 1985 Perry Mason Returns – als Kathryn Gordon
- 1986 Morning Man – als Kate Johnson
- 1986 Kung Fu: The Movie – als Sarah Perkins
- 1986 Second Serve – als Meriam
- 1987 Hitting Home – als Dinah Middleton
- 1987 Bates Motel – als Barbara Peters
- 1987 Nightstick – als Robin Malone
- 1987 Mistress – als Margo
- 1987 Perry Mason: The Case of the Scandalous Scoundrel – als ??
- 1988 Divided We Stand – als Katie Gibbs
- 1988 Distant Thunder – als Char
- 1989 Malarek – als Claire
- 1989 The Return of Sam McCloud – als Ashley
- 1990 Extreme Close-Up – als Joanna
- 1991 Perry Mason: The Case of the Ruthless Reporter – als Gillian Pope
- 1992 the House on Sycamore Street – als Maggie Drummond
- 1992 Deadly Matrimony – als ??
- 1996 Alien Nation: Millennium – als Jennifer
- 1996 The Perfect Daughter – als dr. Cooper
- 1996 A Kiss So Deadly – als Patty Deese
- 1996 Alien Nation: The Enemy Within – als Jessica/Jennifer
- 1997 Steel – als Senator Nolan
- 1998 Life of the Party: The Pamela Harriman Story – als ??
- 1999 A Crime of Passion – als Blair Worrall
- 2009 21 and a Wake-up – als CID inspecteur
- 2013 The Moment - als Adele

### Televisieseries
Uitgezonderd eenmalige gastrollen.
- 1983 – 1984 The Yellow Rose – als Caryn Cabrera – 5 afl.
- 1984 Hot Pursuit – als Kate Wyler en Cathy Ladd – 12 afl.
- 1985 Matt Houston – als Elizabeth – 2 afl.
- 1985 A Death in California – als Shannon Foley – 2 afl.
- 1993 – 1995 Beverly Hills, 90210 – als Suzanne Steele – 12 afl.
- 1997 Pacific Palisades – als mrs. Cruise – 2 afl.
- 1999 – 2001 7th Heaven – als Gillian Brenner – 2 afl.
- 2008 – 2010 The Young and the Restless – als Judith Isabel – 5 afl.